# Anais (Charente-Maritime)
Anais é uma comuna francesa localizada no departamento de Charente-Maritime na região de Nova Aquitânia, no sudoeste da França. Seus habitantes são conhecidos como Anaisiens ou Anaisiennes.